# Melochia thymifolia
Melochia thymifolia är en malvaväxtart som först beskrevs av Presl, och fick sitt nu gällande namn av Goldberg. Melochia thymifolia ingår i släktet Melochia och familjen malvaväxter. Inga underarter finns listade i Catalogue of Life.